# Ширококлюна синявица
Ширококлюната синявица (Eurystomus glaucurus) е вид птица от семейство Coraciidae.

## Разпространение
Видът е разпространен в Ангола, Бенин, Ботсвана, Буркина Фасо, Бурунди, Габон, Гамбия, Гана, Гвинея, Гвинея-Бисау, Екваториална Гвинея, Еритрея, Етиопия, Замбия, Зимбабве, Камерун, Коморските острови, Демократична република Конго, Република Конго, Кот д'Ивоар, Кения, Либерия, Мадагаскар, Малави, Мали, Мавриций, Майот, Мозамбик, Намибия, Нигер, Нигерия, Реюнион, Руанда, Сенегал, Сиера Леоне, Сомалия, Судан, Свазиленд, Танзания, Того, Уганда, Централноафриканската република, Чад, Южна Африка и Южен Судан.